# 1938년 아마추어 월드 시리즈
1938년 아마추어 월드 시리즈(1938 Amateur World Series)는 현재 야구 월드컵으로 불리는 대회의 첫 대회이다. 8월 13일에서 18일까지 영국에서 열린 이 대회에서는 영국이 미국을 꺾고 우승했다. 

## 참가국
- 영국
- 미국